# Matts Larsson (Kruse)
Matts Larsson, död 1606, var en svensk-finsk lagman och godsägare, en av de mäktigaste männen i dåtidens Finland. Han var son till Lars Jespersson.

## Biografi
Matts Larsson Kruse innehade, förutom många gårdar i Finland och Sverige, bland annat en gård i Sätuna i Björklinge och senare  Harvila lantegendom som han ärvde från sin hustru. Han skrev sig själv till gården Niemenpää, senare till Harvila. Vid hans död kom denna gård att ärvas av sonen Jesper Mattsson Cruus.
Matts Larsson var ryttmästare för upplandsfanan 1573–1586. År 1576 var han slottsloven på Revals slott och deltog i Henrik Klasson Horns misslyckade tåg mot Narva. 1580-82 deltog han även i Pontus De la Gardies tåg mot Ingermanland och Estland. 1583 blev han befallningsman på Viborgs slott, och försvarade 1592 staden mot ryssarna. Mats Larsson var 1593-99 häradshövding i Äyräpää i Viborgs län och deltog efter freden i Teusina var Matts Larsson en av gränskommissarierna som skulle reglera gränsen mot Ryssland. Mats Larsson var fientligt inställd till Clas Eriksson Fleming, även om det aldrig kom till konflikt mellan de båda. Då Arvid Henriksson Tavast efter Flemings död försökte avkräva Matts Larsson Viborgs slottsnycklar blev han och av honom så misshandlad, att han tvingades söka läkarhjälp.
Hösten 1598 tog dock Sigismund ifrån Matts Larsson befälet över Viborg för hans sympatier för hertig Karl. 1600 blev Matts Larsson riksråd och lagman i Norrfinne lagsaga samt häradshövding i Hattula, Tavastehuslän. 1602-04 var han även ståthållare på Tavastehus.

### Familj
Matts Larsson Kruse ingick äktenskap med Anna Björnsdotter, dotter till häradsdomaren Björn Klasson till Lepas och Harfvila och dennes hustru Katarina Georgsdotter (Stiernsköld) från Sverige. Anna Björnsdotter kom från släkten som senare kom att kallas Leijon och förde ett lejon i sitt vapen (därför kallades hon även Anna Björnsdotter af Leijon af Lepas) och var den som tillförde egendomen Harvila till äktenskapet; då fadern dog ärvde Anna Harvila medan Lepas tillföll brodern Hans Björnsson Leijon af Lepas, och genom äktenskapet tillföll Harvila därför Mats Larsson.
Barn
- Jesper Matsson Krus  (1577–1622)
- Axel Mattson Cruus af Harvila (1584–1630)
- Brita Mattsdotter Cruus af Harvila (död 1618), begravd i Åbo domkyrka